# Seiya Nakano
Seiya Nakano (født 23. juli 1995) er en japansk fodboldspiller, som spiller for den japanske fodboldklub Júbilo Iwata.